# Jordan Stewart
Jordan Barrington Stewart (Birmingham, 3 marzo 1982) è un ex calciatore inglese, di ruolo difensore.

## Carriera

### Club

#### Leicester City
Stewart inizia la sua carriera al Leicester City, dove viene aggregato alla squadra giovanile nel 1997.
Nel 1999 viene inserito in prima squadra, debuttando il 22 gennaio 2000 in Premier League in una partita contro il West Ham. La sua prima stagione in Premier League si conclude con la breve cessione in prestito al Bristol Rovers.
Tornato al Leicester, non viene inserito nella formazione titolare. Nella stagione 2003-2004, segna il gol decisivo nella partita giocata al City of Manchester Stadium contro il Manchester City, vinta per 3-0 dai Foxes.

#### Watford
Nell'estate del 2005 viene acquistato dal Watford per 125.000 sterline. Impiegato inizialmente come terzino sinistro, troverà come posizione ideale quella di difensore centrale, diventando fondamentale per il reparto difensivo. Le sue prestazioni hanno aiutato gli Hornets ad arrivare alla promozione in Premier League.
Dopo aver giocato una difficile stagione con il Watford, in cui lo stesso club ha subito la retrocessione in Championship, nella stagione seguente ha subito messo in mostra le sue qualità nella partita inaugurale della stagione della serie cadetta inglese contro il Wolverhampton, segnando il gol del decisivo 2-1. Tuttavia il Watford decise di svincolare prima del previsto Stewart a fine stagione.

#### Derby County
Il 30 maggio 2008, assieme al suo compagno di squadra del Watford Nathan Ellington, firma un contratto triennale con il Derby County, club appena retrocesso dalla Premier League.
Una volta aggregatosi alla rosa del club viene reimpiegato come terzino sinistro, senza però trovare abbastanza spazio al posto di Jay McEveley. Quando poi quest'ultimo verrà ceduto in prestito al Charlton, verrà schierato titolare per gran parte della stagione. Segna la sua prima rete con il club contro lo Sheffield Wednesday.

#### Sheffield United
Nell'estate del passa allo Sheffield United, debuttando contro i rivali del Doncaster Rovers, in un pareggio casalingo di 1-1.

#### Skoda Xanthi
Dopo essere stato svincolato dallo Sheffield United, nel giugno 2010 si trasferisce in Grecia allo Skoda Xanthi, dove rincontra il suo compagno di squadra Nathan Ellington.

#### Millwall
Il 7 luglio 2011 torna in Inghilterra con il Millwall, firmando un contratto annuale.

#### Notts County
Il 6 ottobre 2012 firma un contratto con il Notts County.

#### Coventry City
Nel marzo del 2013 Stewart viene acquistato dal Coventry City. Tuttavia la sua permanenza al club dura poco più di un mese, venendo svincolato dopo appena sei partite giocate.

#### San Jose Earthquakes
Nel luglio dello stesso anno si trasferisce ai San Jose Earthquakes, militante nella Major League Soccer.